# Stefan Rychter
Stefan Rychter ps. Stefan, Brożyna, Dan, Las, Tumry (ur. 19 grudnia 1906 w Nowej Słupi, zm. 6 lutego 1943 w Mińsku) – major Wojska Polskiego, członek ruchu oporu podczas II wojny światowej.

## Życiorys
Absolwent ostrowieckiego gimnazjum męskiego (1925). Po maturze rozpoczął studia prawnicze na Uniwersytecie Warszawskim. W latach 1927–1928 odbył służbę w Wołyńskiej Szkole Podchorążych Rezerwy Artylerii we Włodzimierzu Wołyńskim, a następnie – w latach 1928–1931 – był słuchaczem warszawskiej Szkoły Podchorążych Saperów. W 1930 roku otrzymał stopień podporucznika w korpusie saperów. Odbył służbę w 4. Batalionie Saperów jako dowódca plutonu (1932) a następnie adiutant batalionu (1933). W latach 1937–1939 ukończył Wyższą Szkołę Wojenną w Warszawie (XVIII promocja). W międzyczasie awansowano go na stopień porucznika.
Podczas kampanii wrześniowej pełnił najpierw obowiązki pomocnika oficera operacyjnego 3 Dywizji Piechoty Legionów, a po rozbiciu jednostki w dniu 9 września 1939 roku został szefem sztabu zgrupowania 3. DP dowodzonego przez płk. Stanisława Tatara. W dniu 19 września 1939 roku dostał się do niewoli niemieckiej i trafił do obozu w Tarnowie, skąd zbiegł. Przedostawszy się do Warszawy, wstąpił w szeregi Służby Zwycięstwu Polski, gdzie otrzymał zadanie organizacji struktur SZP w Kielcach. Na Kielecczyźnie działał od października 1939 roku, m.in. przekazując mjr. Henrykowi Dobrzańskiemu „Hubalowi” w listopadzie tegoż roku rozkaz przejścia do konspiracji. W okresie do maja 1942 roku działał w okolicach Kielc w strukturach Związku Walki Zbrojnej, najpierw jako oficer Komendy Okręgu Kieleckiego ZWZ, a następnie jako Komendant Związku Odwetu Okręgu Kielce (1940). Przez cały ten okres oficjalnie zatrudniony był w kieleckich firmach ubezpieczeniowych. Od maja 1941 przebywał w Krakowie, gdzie otrzymał zadanie odbudowy tamtejszych struktur ZO. W okresie od sierpnia 1941 do marca 1942 pełnił funkcję szefa Związku Odwetu w Krakowskim Okręgu ZWZ.
Po powrocie z Krakowa do Warszawy, w kwietniu 1942 roku został powołany na stanowisko Szefa Sztabu „Wachlarza”. W grudniu tegoż roku przekazał w Wilnie odcinek V „Wachlarza” komendantowi tamtejszego Okręgu Armii Krajowej, płk. Aleksandrowi Krzyżanowskiemu. W międzyczasie został awansowany na stopień kapitana (kwiecień 1942), a następnie majora (grudzień 1942). W styczniu 1943 roku pod fałszywym nazwiskiem Stepan Boruszko (lub Szczepan Boruszewski) wyjechał do Mińska, gdzie miał uwolnić z tamtejszego więzienia aresztowanych żołnierzy organizacji. W wyniku zadenuncjowania przez strażnika więziennego poległ w potyczce z Niemcami w dniu 6 lutego 1943 roku; w walce tej zginął również por. Stefan Derfert „Stefan”.